# Tjörnin
Tjörnin (De vijver) is een meertje in Reykjavík, de hoofdstad van IJsland. De meeste toeristen die Reykjavík bezoeken kunnen het meertje niet missen aangezien het vrijwel in het (oude) centrum van de stad ligt. Zo staat het moderne stadhuis gedeeltelijk in het meer, en bevinden zich aan haar oevers meerdere restaurants, musea, kerken en andere bezienswaardigheden. Het meertje is bij de IJslanders bekend om de vele soorten eenden, ganzen en andere watervogels die er verblijven. Daarnaast ligt er een fraai parkje in de buurt.
Het is niet helemaal duidelijk waar het water in het meertje vandaan komt, maar een gedeelte is van ondergrondse bronnen afkomstig. Ook loopt er ondergronds een afvoerkanaal naar zee.